# Бінка Добрева
Бінка Добрева (болг. Бинка Добрева; * 11 березня 1960) — болгарська народна співачка. 
Виконавиця фракійських народних пісень та солістка всесвітньо відомий хор «Таємниця болгарських голосів». Відома її вистава на пісню «Данова мама казала» народній співачці Марії Балдаджієвої.
Добрева — народна співачка, її першим вчителем народного співу є її мати, вона народилася 11 березня 1960 року в селі Роза, Ямбольська область. З невеликого починає співати і виграти перші призи від регіональних вистав. Вона бере участь у Народній музичній школі фольклору в Котел, де її викладачі — такі відомі народні виконавці, як Валькана Стоянова, Кременець Станчева, Василька Андонова та Йовчо Карайванова.